# Fincham
Fincham is een civil parish in het bestuurlijke gebied King's Lynn en West Norfolk, in het Engelse graafschap Norfolk. In 2011 telde de civil parish 496 inwoners. Eind negentiende eeuw telde de plaats nog een kleine 900 inwoners. Fincham ligt aan de regionale verbinding A1122. Het tracé daarvan was in de tijd van het Romeinse Britannia reeds als weg in gebruik.
Het dorp heeft een kerk, St Martin's, waarvan delen uit de vijftiende eeuw stammen. Daarnaast heeft het dorp een pub, The Swan en twee landhuizen, Fairswell en Talbot.